# The Best of Scorpions Vol. 2
The Best of Scorpions Vol. 2 – kompilacja utworów zespołu Scorpions z 1984 roku.

## Lista utworów
1. "Top of the Bill" (Z albumu In Trance) 3:25

2. "They Need a Million" (Z albumu Fly to the Rainbow) 4:50

3. "Longing for Fire" (Z albumu In Trance) 2:42

4. "Catch Your Train" (Z albumu Virgin Killer) 3:35

5. "Speedy's Coming" (Z albumu Fly to the Rainbow) 3:33

6. "Crying Days" (Z albumu Virgin Killer) 4:38

7. "All Night Long (Live)" (Z albumu Tokyo Tapes) 3:21

8. "This Is My Song" (Z albumu Fly to the Rainbow) 4:14

9. "Sun in My Hand" (Z albumu In Trance) 4:21

10. "We'll Burn the Sky" (Z albumu Taken by Force) 6:27